# Karol Castillo
Karol Castillo (* 29. August 1989 als Karol Estephanie Castillo Pinillos in Trujillo, Peru; † 10. April 2013 in Australien) war eine peruanische Schönheitskönigin und Model, die im Jahre 2008 zur Miss Peru gewählt wurde und daraufhin am Miss-Universe-Bewerb desselben Jahres in Nha Trang, Vietnam teilnahm.

## Leben und Karriere
Castillo wurde im Sommer 1989 als Tochter von Luis Castillo und Zoila Pinillos in der Großstadt Trujillo, der Hauptstadt der Region La Libertad und dem zweitgrößten Ballungsraum nach der Landeshauptstadt Lima, geboren. Zu ihren Geschwistern zählen die beiden Brüder Paulo und Bruno, mit denen sie zusammen im Norden Perus aufwuchs. In noch jungen Jahren begann sie ihre Karriere als Model und war dabei unter anderem im Jahr 2007, als mittlerweile 18-Jährige Kandidatin bei der Wahl zur Miss La Libertad. Zu dieser Zeit hatte sie bei einer Körpergröße von 1,82 m ein Gewicht von 56 kg und die Maße 90 – 62 – 96. Bereits als 15-Jährige nahm die Nordperuanerin an der Wahl zur Miss Teen Peru teil, konnte dabei allerdings nicht als Siegerin hervorgehen. Im Jahr 2008 nahm die Psychologiestudentin der Universidad César Vallejo in Lima an der Wahl zur Miss Peru teil und konnte sich gegen die dortige Konkurrenz durchsetzen. Mit diesem Sieg qualifizierte sie sich automatisch für die ebenfalls in diesem Jahr stattfindende Miss-Universe-Wahl im vietnamesischen Nha Trang. Dort konnte sie lediglich beim Bewerb der nationalen Kostüme überzeugen, wo sie unter 80 Teilnehmerinnen eine der zehn Finalistinnen war. Nach dieser Zeit nahm das 1,82 m große und dunkelhaarige Model diverse Engagements auf der ganzen Welt an, war aber vor allem in ihrer südamerikanischen Heimat aktiv.
Am 10. April 2013 wurde Castillo tot in ihrem Hotelbett in Australien aufgefunden; sie starb im Schlaf an einem Kreislaufstillstand. Ein früher Weggefährte Castillos, Diego Alcalde Sangalli, seines Zeichens Vorbereiter und Organisator diverser Schönheitswettbewerbe in Peru, fand die Leiche der 23-Jährigen. Nach deren Tod vermeldete er, dass er bereits zuvor von den Herzproblemen gewusst hatte. Drei Wochen vor ihrem Tod war sie nach Australien gekommen, um an den Vorbereitungen zur Miss Teen Australia mitzuwirken. Ihr Leichnam wurde später von Australien in ihre Heimat Peru überstellt und dort beigesetzt.